# Stubnitz (Schiff)
Die Stubnitz ist ein ehemaliges Kühlschiff der DDR-Hochsee-Fischfangflotte, das seit 1992 als soziokulturelles Veranstaltungsschiff genutzt wird. Seit 2013 liegt es in Hamburg.

## Das Schiff und seine Geschichte
Mit dem Kühl- und Transportschiff (firmenintern KTS) Stubnitz (SAS 501) und dem KTS Granitz (SAS 502) eröffnete der VEB Fischfang Saßnitz 1965 die für dieses Jahrzehnt typische Betriebsform der Flottillenfischerei auf Hering. Die beiden Schwesterschiffe waren modifizierte Versionen des von der Volkswerft Stralsund in Serie für den Export produzierten Typs Tropik. Beide Schiffe hatten 59 Besatzungsmitglieder, eine Frostkapazität von bis zu 60 Tonnen je Tag und ein Kühlladeraumvolumen von 1863 Kubikmetern. Von 1984 bis 1992 waren die Schiffe als ROS 701 und ROS 702 für den VEB Fischfang Rostock im Einsatz.
Das Motorschiff Stubnitz ist ein weitgehend original erhaltenes Fahrzeug der Hochseefischerei der DDR, für die spätere Nutzung mussten entscheidende Bereiche des Schiffes baulich verändert werden.
Weitgehend original erhalten sind die elektromechanische Maschinenanlage und ihre Gleichstromtechnik, die Kommandobrücke mit Funk- und Kartenraum, die Wohn- und Sozialbereiche wie Kammern, Kombüse, O-Messe, sowie das Hospital. Aus dem ehemaligen Verarbeitungsdeck und den ehemaligen Kühlladeräumen wurden die Verarbeitungsanlagen demontiert. Das Äußere des Schiffes wurde nach dem letzten Fischereieinsatz nicht verändert.
2003 wurde das Schiff als Dokument der Hochseefischerei der ehemaligen DDR in die Denkmalliste der Hansestadt Rostock eingetragen. 2013 erfolgte der Eintrag im Verzeichnis der beweglichen Denkmäler der Hansestadt Hamburg.

## Nutzungsänderung nach der Wende

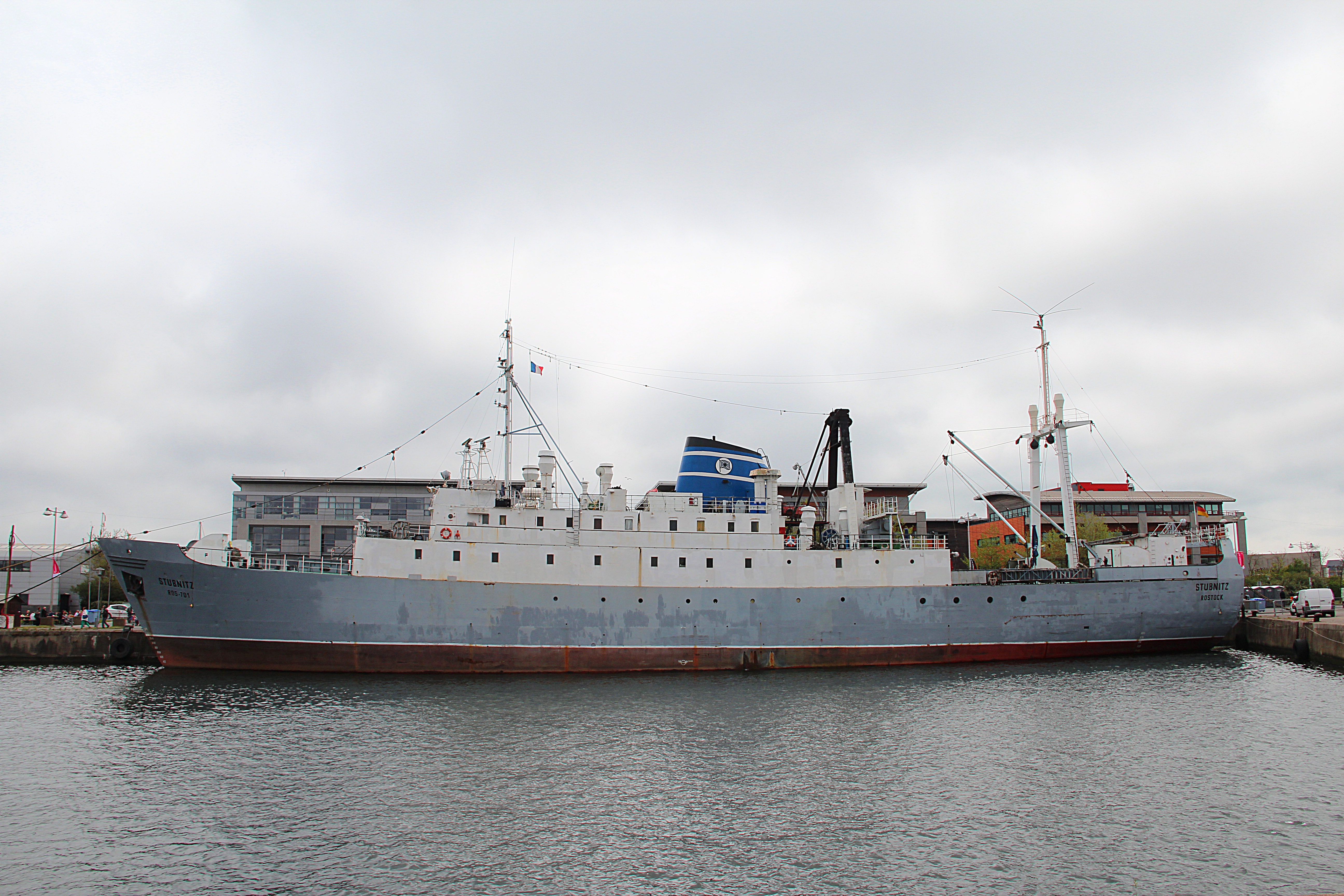
1. Juni 2013 während des großen maritimen Treffens in Dünkirchen

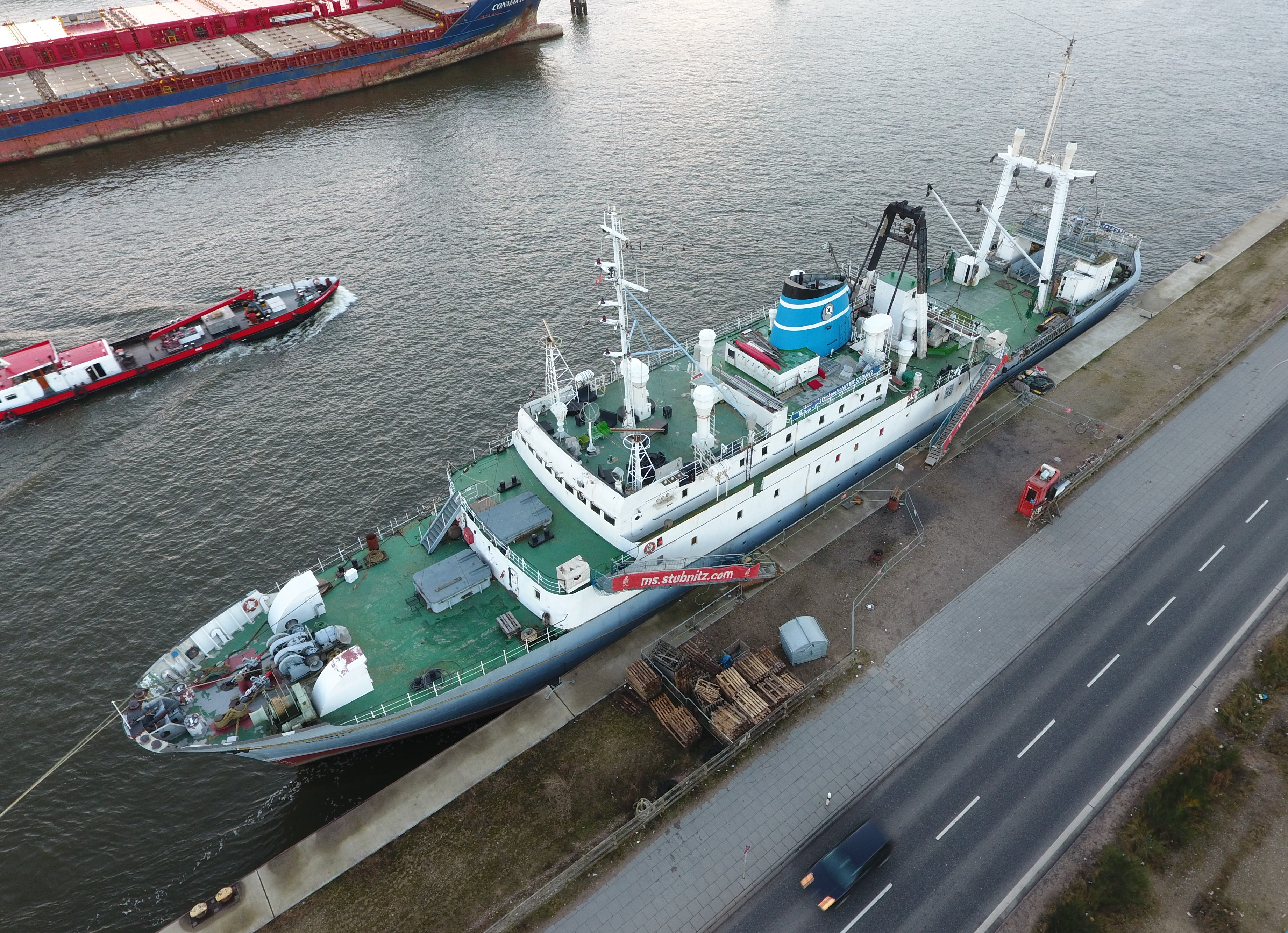
Die Stubnitz im Hamburger Hafen (2017)

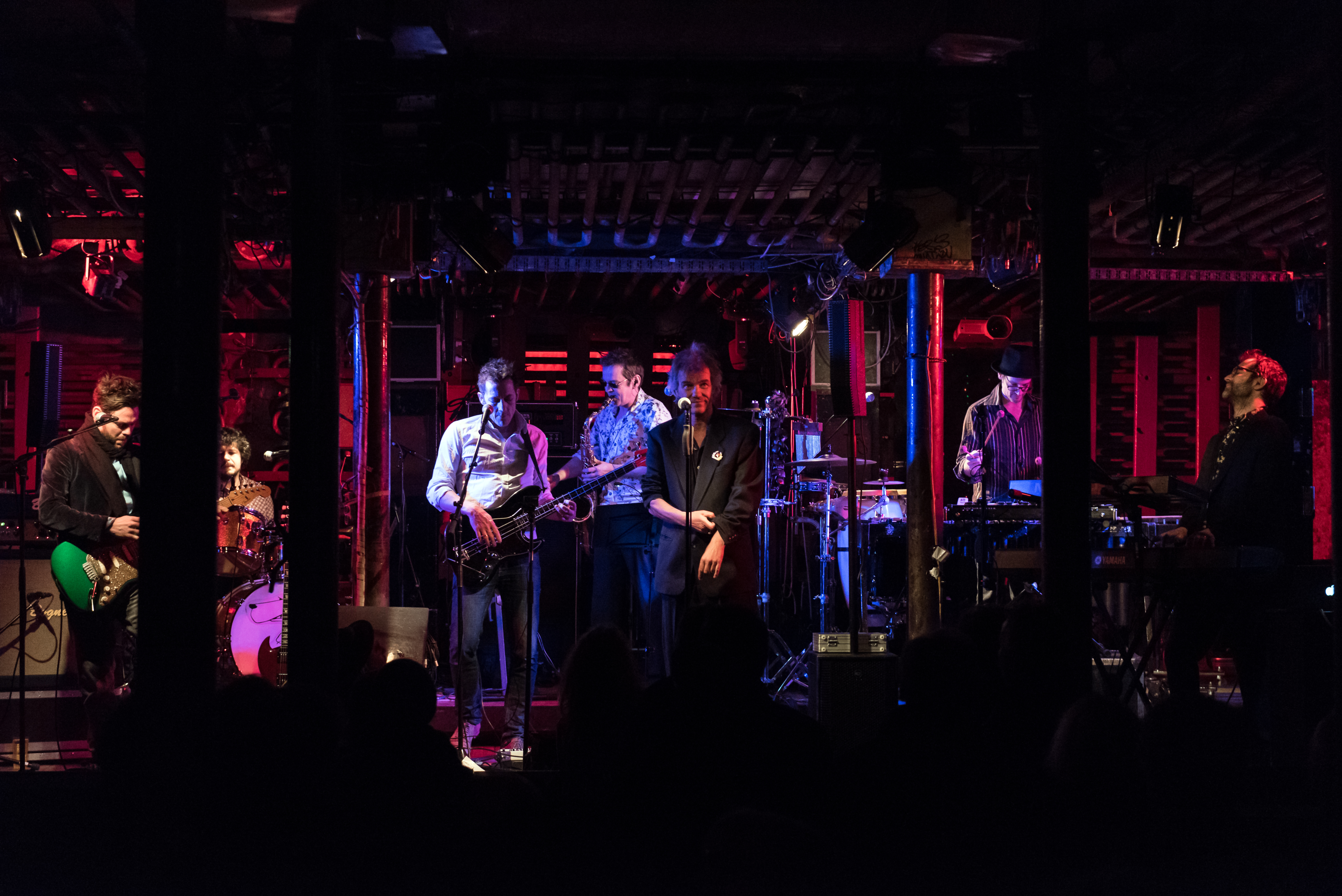
Fido plays Zappa auf der Bühne im Veranstaltungsraum der Stubnitz

Urs Blaser – einer der Mitinitiatoren, neben Armin Medosch, René Römert und Antonia Neubacher – berichtete, dass nach der Währungsreform 1990 auch die ehemalige DDR-Schifffahrt zusammenbrach und in Rostock 40 bis 50 Schiffe ungenutzt am Kai lagen. Seit 1992 wurde das Schiff zu einer mobilen Plattform für Musik, kulturelle Veranstaltungen, Dokumentation und Kommunikation umgestaltet. Drei ehemalige Laderäume werden regelmäßig als Veranstaltungsräume für Live-Musik, Ausstellungen, Performances und Installationen genutzt. Künstler und Mitarbeiter können an Bord untergebracht und verpflegt werden. Das Schiff wird für Projekte in europäischen Hafenstädten eingesetzt. 1992 erwarb die Stubnitz Kunst-Raum-Schiff GmbH, eine Künstlerinitiative aus Deutschland, der Schweiz und Österreich, das Fischereifahrzeug von der Rostocker Fischfang-Reederei. Ab 1993 wurde das Vorhaben durch Arbeits- und Landesförderung unterstützt. Im Sommer 1994 gelang es, die Baltic Tour 94 zu verwirklichen, mit einer dreimonatigen Tour nach Sankt Petersburg, Malmö und Hamburg. Danach scheiterte die Initiative an finanziellen Lasten aus Umbau, Veränderung des Schiffsstatus und Schiffsbetrieb.
1995 wurde der gemeinnützige Verein Motorschiff Stubnitz e.V. gegründet, der das Schiff seitdem betreibt. Mit dem Einbau von Fluchtwegen wurde ab 1997 die Zulassung für die öffentlichen Veranstaltungen in Rostock schrittweise von 150 auf 450 Personen erhöht. 1998 wurde der Trägerverein Rostocker Kulturschiff Stubnitz e. V. als Schiffseigner eingetragen.
Die Arbeitsschwerpunkte der beiden Vereine richteten sich neben dem Schiffserhalt und der Entwicklung des Zentrums kultureller Produktivität auf die Organisation kultureller Angebote mit zeitgemäßen Kunst- und Kulturprojekten in Rostock. Mit jährlich jeweils weit über 100 Veranstaltungen und 200 Projektpräsentationen wurden 20.000 bis 30.000 Besucher erreicht. Seit 1998 rückten zunehmend Aktivitäten im Radio- und Medienbereich in den Vordergrund.
Seit den 1990er Jahren finden auf der Stubnitz Konzerte und Performances mit Artists, Bands und Projekten aus der ganzen Welt statt. Viele wurden auf Audio und Video aufgezeichnet und in einem Medienarchiv im Bauch des Schiffes aufbewahrt. Dieses Archiv soll eines Tages für die Öffentlichkeit zugänglich gemacht werden. Bis dahin gibt es aus jedem Jahr jeweils kleine Einblicke auf der Homepage.
Der schiffserhaltende Aufwand sowie die kulturelle Arbeit werden weitgehend durch freiwillige, ehrenamtliche Arbeit geleistet, unterstützt von Unternehmen und Privatpersonen sowie mit Projektfördermitteln durch die Hansestadt Rostock, das Land Mecklenburg-Vorpommern und das Arbeitsamt Rostock.
2002 wurden die Verdienste um die innovative Kultur- und Jugendarbeit auf der Stubnitz mit dem Kulturpreis der Hansestadt Rostock gewürdigt.
Eine seit Oktober 2008 geltende Hafensicherheitsverordnung für Mecklenburg-Vorpommern verwehrte es der Stubnitz, im Rostocker Stadthafen anzulegen. Im April 2010 machte sie dann, nachdem sie Häfen von Aalborg, Amsterdam und Kopenhagen Station gemacht hatte, wieder im Stadthafen Rostock fest.
Seit 2013 lag das Schiff in der Hamburger HafenCity an der Baakenhöft und wurde dort als Veranstaltungsort für Konzerte, Clubbing, Tagungen und Plattform für besondere Veranstaltungen genutzt. 2013 erhielt die Stubnitz den deutschen Spielstättenpreis. Für die Jahre 2016, 2017 und 2021 wurde die Stubnitz mit dem Musikpreis APPLAUS ausgezeichnet. Bei den Clubawards 2025 wurde die Stubnitz als »Bester Club 2024« und »Lieblingsclub 2024« gewürdigt.
Von 2019 bis 2021 wurden mit Hilfe von Denkmalfördermitteln des Bundes und der Freien und Hansestadt Hamburg wesentliche Instandsetzungen vorgenommen. Weitere Instandhaltungsmaßnahmen mit dem Ziel der Klasseerneuerung 2024 werden mit einer Förderung über das Denkmalschutzsonderprogramm XII des Bundes und des Sanierungsfonds Hamburg 2030 umgesetzt.

Seit 2022 sah sich das Projekt Beschwerden wegen Lärms ausgesetzt und musste sich um einen neuen Liegeplatz bemühen. Im Februar 2023 zeichnet sich eine neue Perspektive ab. Seit dem 26. September 2023 liegt die Stubnitz an den Hamburger Elbbrücken. Der neue Liegeplatz ist allerdings nur bis Ende 2026 gesichert.

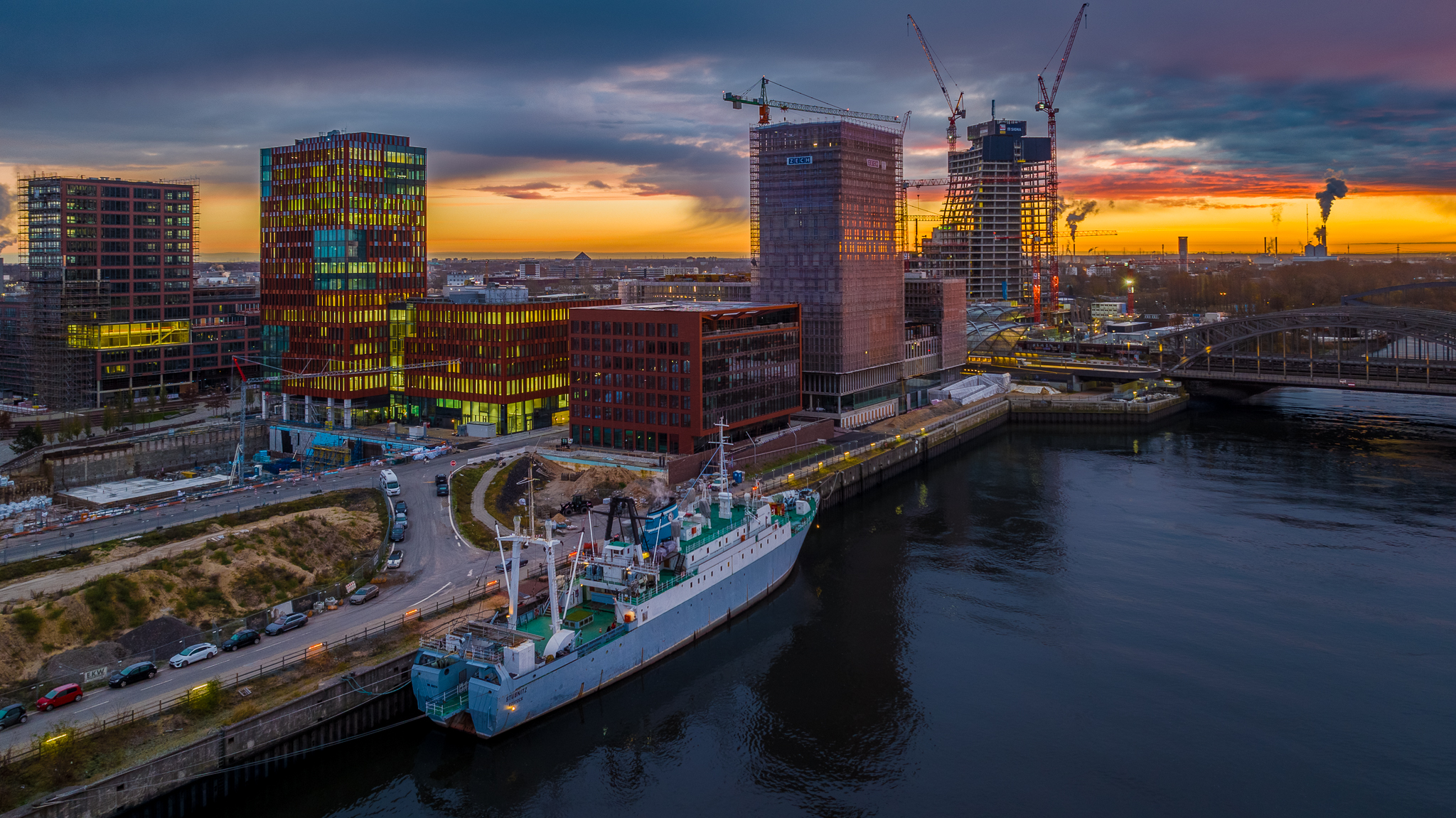
Motorschiff Stubnitz in der Hafencity Hamburg an den Elbbrücken, Liegeplatz seit September 2023

Im Juli und August 2024 lag das 60 Jahre zuvor in Stralsund gefertigte Schiff in Stralsund für Reparaturarbeiten in der Volkswerft Stralsund, anschließend fanden Kulturveranstaltungen im Stralsunder Stadthafen statt.

## Fahrten als Kulturschiff
1998 konnte das Schiff mit einer befristeten Fahrterlaubnis für ein Projekt in der Kulturhauptstadt Europas Stockholm wieder reaktiviert werden. Mit der absolvierten Klassenerneuerung im Jahr 2000 erhielt die Stubnitz ihre reguläre Fahrterlaubnis als Frachtschiff in der internationalen Fahrt. Durch die Klassebestätigung im Jahr 2009 wurde der Aktionsradius der Stubnitz erhalten.
Seit diesem Zeitpunkt war die Stubnitz auf Außenstationen im Nord- und Ostseeraum unterwegs, wobei die Veranstaltungsprogramme jeweils mit regionalen Partnern gemeinsam entwickelt und durchgeführt werden: Rostock (1992–2011), Hamburg (2000, 2001, 2003, 2005, 2006, 2007, 2008, 2010, 2011, 2012, 2013–2023), Europäische Kulturhauptstadt Rotterdam (2001, 2005), Amsterdam (2002, 2005, 2006, 2007, 2008), Brügge (2002), Stettin (2003), Riga (2004), Klaipeda (2004) Kopenhagen (2005, 2006, 2008, 2009, 2010), Newcastle (2006), Dünkirchen (2005, 2013) sowie Nykøbing Falster (2008), Aalborg (2009), Aarhus (2010), Bremen (2012), Wilhelmshaven (2009, 2012), London (2012), Stralsund (2024).

## Medien
Die Baltic Tour 94 nach Sankt Petersburg, Malmö und Hamburg als Netzwerkprojekt, wurde im Film 'Hacks' 1997 von Christine Bader porträtiert. 2012 erschien 'Yankee 4 Hotel Kilo' von Anne Friedrich. Am 30. Oktober 2024 wurde im NDR im Rahmen des Formats Die Nordreportage die Folge „Vom Kühlschiff zum Kulturschiff“ ausgestrahlt.